# جون نيكولاس (سياسي)
جون نيكولاس (بالإنجليزية: John Nicholas) هو محامي وقاضي وسياسي أمريكي، ولد في 19 يناير 1764 في ويليامزبرغ في الولايات المتحدة، وتوفي في 31 ديسمبر 1819 في جنيف في الولايات المتحدة. انتخب عضو مجلس نواب الولايات المتحدة عن ولاية فرجينيا وانتخب عضو مجلس ولاية نيويورك وانتخب عضو مجلس النواب الأمريكي.